# Genevieve Nnaji
Genevieve Nnaji, née le 3 mai 1979 à Mbaise (État d'Imo, Nigeria), est une actrice, mannequin, chanteuse, réalisatrice et scénariste nigériane.

## Biographie

### Enfance
Genevieve Nnaji grandit à Lagos, capitale économique du Nigeria, dans une famille de la classe moyenne. La quatrième de huit enfants, son père est ingénieur et sa mère enseignante. Elle étudie au Methodist Girls College Yaba et à l'Université de Lagos. Durant son cursus universitaire, Genevieve commence les auditions, dans de nombreux projets de Nollywood,.

### Carrière
Nnaji commença sa carrière dans le soap opera Ripples à l'âge de 8 ans, et tournant dans des publicités pour Pronto, une marque de boisson, et la lessive OMO. En 2004, elle est devenue le visage de Lux savon dans un contrat très lucratif de parrainage.
À l'âge de 19 ans, elle rejoint le milieu grandissant du cinéma nigérian en tournant dans son premier film, Most Wanted.
Elle tourne par la suite dans Last Party, Mark of the Beast et Ijele. Elle a joué dans plus de 80 films de Nollywood et est l'une des actrices les mieux payées de Nollywood,.
Nnaji reçut plusieurs récompenses dans sa carrière dont une nomination de meilleure actrice de l'année 2001 aux « City People Awards », et la distinction de meilleure actrice en 2005 aux Africa Movie Academy Awards (AMAA).
En 2004, elle a signé un contrat d'enregistrement avec EKB Records, un label ghanéen, et a sorti son premier album One Logologo Line, un mélange de R&B, hip-hop et musique urbaine,.
En 2008, Nnaji lance sa marque de haute couture, St. Genevieve, tout en annonçant reverser une partie des bénéfices à des œuvres de charité,,. En 2010, elle tourne dans Mirror Boy de Obi Emelonye aux côtés de Fatima Jabbe et Bella Gassama, leur interprétation est acclamée par la critique,.

## Filmographie
- 30 Days
- Above Death: In God We Trust
- Above the Law
- Agbako
- Age Of My Agony
- Agony
- Battleline
- Blood Sisters
- Break Up
- Broken Tears (2008, avec Joseph van Vicker)
- Bumper To Bumper
- Butterfly
- By His Grace
- Camouflage
- Caught In The Act
- Church Business
- Confidence
- Could This Be Love
- Critical Decision
- Dangerous Sisters
- Day of Doom
- Deadly Mistake
- Death Warrant
- Emergency Wedding
- Emerald
- For Better For Worse
- Formidable Force
- Games Women Play
- Girls Cot
- Goodbye Newyork
- God Loves Prostitutes
- He Lives In Me
- Honey
- Ijele
- Into Temptation
- Jack Knife
- Jealous Lovers
- Keeping Faith
- Last Weekend
- Late Marriage
- Letter to a Stranger
- Lionheart
- Love
- Love Affair
- Love Boat
- Man of Power
- Mirror Boy
- More Than Sisters
- Never Die For Love
- Not Man Enough
- Passion And Pain
- Passions
- Player
- Power Of Love
- Power Play
- Private Sin
- Prophecy
- Rip Off
- Rising Sun
- Runs
- Secret Evil
- Sharon Stone
- Sharon Stone In Abuja
- Stand By Me
- Super Love
- Sympathy
- The Chosen One
- The Coming of Amobi
- The Rich Also Cry
- The Wind
- Treasure
- Two Together
- U Or Never
- Unbreakable
- Valentino
- Warrior's Heart
- Women Affair

### Source de la traduction
- (en) Cet article est partiellement ou en totalité issu de l’article de Wikipédia en anglais intitulé « Genevieve Nnaji » (voir la liste des auteurs).